# 交響曲第9番 (グラズノフ)
交響曲第9番ニ短調は、アレクサンドル・グラズノフが1910年に作曲を試みた未完成交響曲である。第1楽章のピアノ・スケッチのみで未完に終わった。
未完成に終わった理由としては、ペテルブルク音楽院院長としての多忙に加えて、飲酒癖が影響していると考えられる。
グラズノフが1928年にフランスへ出国し、1936年に死去した後もスケッチはソ連に残された。第二次世界大戦後の1948年、作曲家・指揮者のガヴリイル・ユーディンがオーケストレーションを行った。
放送初演は1948年5月7日に全ソビエト連邦ラジオ放送連盟交響楽団により行われ、公開初演は同年7月13日にユーディン自身の指揮するレニングラード・フィルハーモニー交響楽団の演奏によりキスロヴォツクで行われた。ユーディンは1986年に改訂を施している。
楽譜はベリャーエフで入手可能である。

## 楽曲構成
第1楽章のみで、約10分。
- アダージョ―アレグロ・モデラートーアダージョ[1] ニ短調、序奏の付いたソナタ形式。コーダで序奏が再現されて終結する。

## 録音
- アレクサンドル・アニシモフ指揮、モスクワ交響楽団（ナクソス）[2]
- ホセ・セレブリエール指揮、ロイヤル・スコティッシュ管弦楽団（ワーナー・クラシック）[3]